# 삼성 갤럭시 A
삼성 애니콜 갤럭시 A(Samsung Anycall Galaxy A)는 삼성전자가 2010년 4월 27일에 출시한 안드로이드 운영 체제를 탑재한 스마트폰이다. TI OMAP3440 칩셋과 384 MB RAM, 1 GB의 내장메모리, 500만 화소의 카메라를 장착하고 8 GB의 마이크로SDHC 카드를 기본 제공한다. 대한민국에서 SK텔레콤을 통하여 출시하였으며, 출시 당시에는 이클레어를 탑재하였으며, 이후 프로요, 진저브레드 업그레이드를 포함하여 사용자들에게 2번의 펌웨어 업데이트를 제공하였다.

## 비판 및 논란
삼성 갤럭시 A가 발매되기 전 샘플모델에서 삼성전자는 CPU의 속도가 800 MHz라고 밝혔으나, 정식 발매판의 CPU 속도는 720 MHz로 낮아졌다. 하지만 삼성은 이렇게 스펙이 낮아진 것을 사용자들에게 전혀 알리지 않아 유저들은 CPU의 성능이 800 MHz라고 알고 있었다. 하지만 한 블로거가 삼성전자에 문의한 결과 720 MHz라는 답변을 받은 후 글을 올리면서 알려지게 되었고 삼성은 허위광고 논란에 휩싸였다. 일부 누리꾼들은 "이는 명백히 소비자 기만인 만큼 반품운동에 들어가야 한다"라고 주장하기도 하였다.
비판이 거세지자 삼성전자는 공식 트위터에서 "CPU 클럭 스피드를 800 MHz에서 720 MHz로 변경했고, 그 이유는 소비전력 측면에서 720 MHz CPU를 탑재하는 것이 최적이라고 판단했기 때문"이라며 이 사실을 제대로 알리지 않은 점에 대하여 사과하였다. 하지만 미국 소비자들을 위한 영어 홈페이지에서는 720 MHz라는 사실을 정확히 알린 것으로 드러나 '한국 소비자는 봉이냐'는 비판을 받기도 하였다.